# Crystal Cathedral
Pour les articles homonymes, voir Cathedral (homonymie).
Crystal Cathedral (Cathédrale de cristal en français) est le nom d'une église catholique située à Garden Grove, une ville située dans l'État américain de la Californie. Elle servait, avant d'être acquise en novembre 2011 par l'Église catholique romaine, de cadre aux célébrations liturgiques (retransmises à la télévision) de l'Église réformée en Amérique, une église protestante comptant parmi les plus anciennes des États-Unis.

## Présentation
Structure atypique formée de 10 000 panneaux de verre, la « cathédrale de Cristal » est l'œuvre de l'architecte Philip Johnson, qui en supervisa les travaux de 1977 à 1980, date de son achèvement. Elle fut complétée en 1990 par la « Prayer Spire ».
L'édifice est visité annuellement par près de 250 000 personnes.
Le terme de cathédrale prêtait à confusion car il n'était employé que pour désigner les proportions inhabituelles de l'édifice. De fait, si le mot cathédrale désigne habituellement une église abritant la cathèdre - ou siège - de l'évêque, l'Église réformée en Amérique ne comporte pas d'évêques dans sa hiérarchie, mais des « anciens » (elders). Depuis l'acquisition de l'édifice par l'Église catholique et l'intention du diocèse d'Orange d'en faire sa cathédrale, le terme de cathédrale a pris tout son sens.

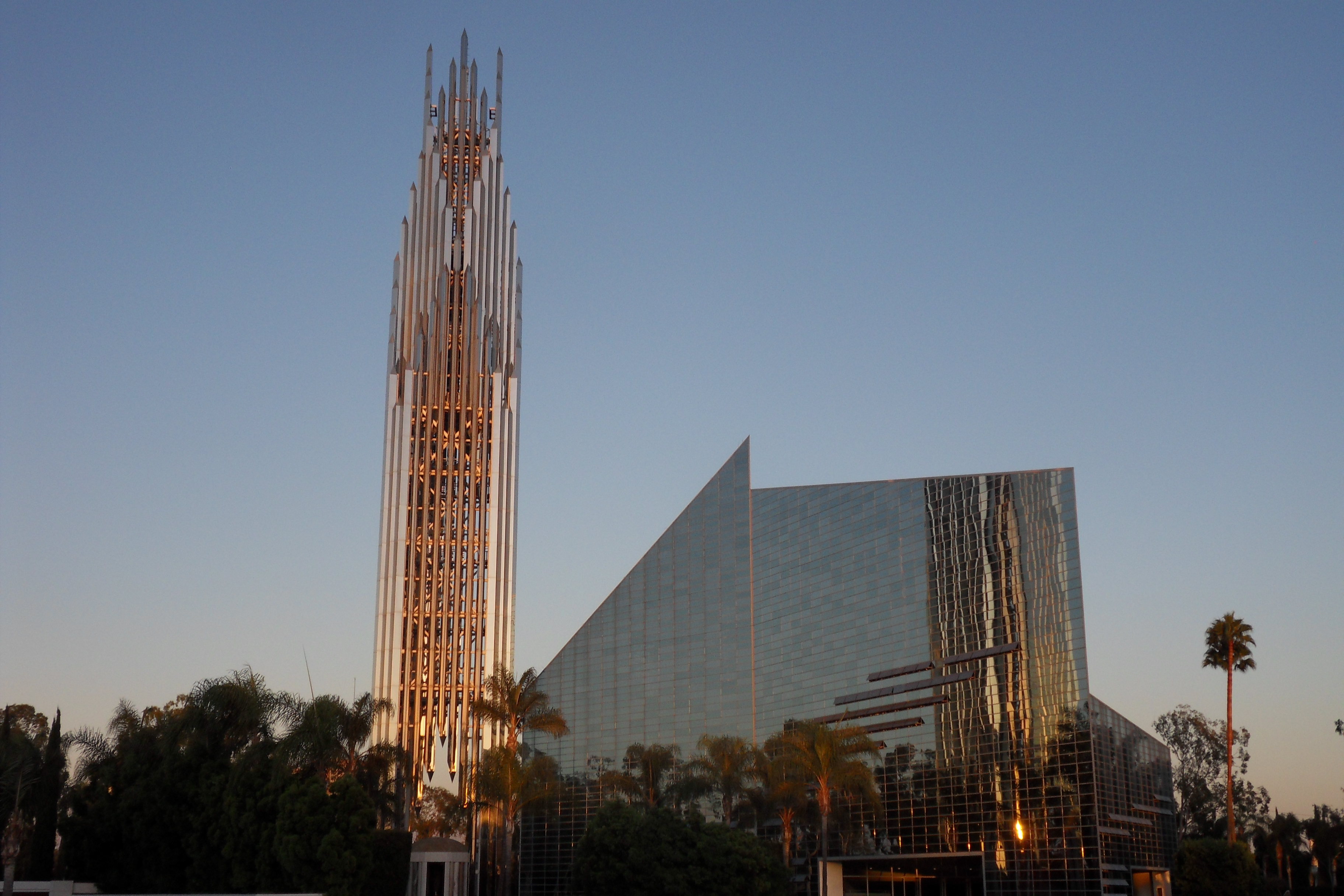
La cathédrale à la tombée du jour.

## Histoire
La congrégation est fondée en 1955 par un jeune pasteur de 29 ans nommé Robert Harold Schuller sous le vocable de Garden Grove Community Church. Les débuts sont difficiles et c'est dans l'enceinte d'un drive-in (Orange Drive-in Theatre) qu'il commence ses premiers prêches, accompagné à l'orgue par son épouse Arvella. Malgré les railleries de quelques-uns, les offices qu'il conduit gagnent en popularité au point que dès 1961 est décidé l'érection d'une véritable église. Les plans de celle-ci sont confiés à un architecte célèbre : Richard Neutra. 
Cet édifice moderniste est toujours debout aujourd'hui et mieux connu sous le nom de Church's Arboretum. Il est complété en 1968 par la Tower of Hope (Tour de l'espoir), dominée par une croix en néon illuminant le ciel de la ville.
Elle reste durant près de dix ans le plus haut monument du comté d'Orange.
En 1970, le pasteur Robert Schuller se voit confier un programme télévisé sur une chaîne locale nommée KTLA-5. Celui-ci est nommé « Hour of Power ». Presque quarante ans plus tard, en 2008, le programme, désormais retransmis depuis la Crystal Cathedral, est diffusé sur une dizaine de chaînes de télévision et regardé par près de 20 millions de personnes dans le monde.
Quelques années plus tard, Robert Schuller envisage sérieusement la création d'une église plus grande. Sa décision prise, il engage l'architecte Philip Johnson pour en concevoir les plans.
En souvenir de ses premiers prêches en plein-air, il aurait demandé avec enthousiasme à l'architecte : « Make it all glass ! » (Faites-là tout en verre !).
Cependant, il s'agit alors d'un pari risqué dans une zone sujette à de fréquentes secousses sismiques.
Contre toute attente, l'architecte accepte de relever le défi, et les travaux débutés en 1977 sont achevés à peine trois ans plus tard.
La consécration du sanctuaire intervient officiellement en 1980. Cependant, le budget prévu est largement dépassé : le coût des travaux, fixé initialement à 6 millions $, atteint finalement près de 17 millions $. L'église ainsi construite prend le nom de Crystal Cathedral, tandis que la paroisse de « Garden Grove Community Church » est officiellement rebaptisée « Crystal Cathedral Congregation ».
En 1990, la « Prayer Spire » (Flèche de la prière) est accolée à la cathédrale, tandis que s'ouvre le « Family Life Center ». En 2003, le complexe est complété par le « Welcoming Center », bâtiment dessiné par l'architecte Richard Meier.
Le 18 octobre 2010, le conseil de l'église dépose son bilan laissant 55 millions de $ de dettes.
Le 7 juillet 2011, le diocèse catholique d'Orange, alors qu'il était à la recherche d'un bâtiment pour la construction d'une nouvelle cathédrale, a annoncé qu'il était « potentiellement intéressé » dans l'achat de la Crystal Cathédral pour l'utilisation future comme sa cathédrale diocésaine.
Le 17 novembre 2011, la vente a été approuvée au diocèse catholique d'Orange pour 57,5 millions de $. Mgr Tod Brown, l'évêque d'Orange, a déclaré que le diocèse a l'intention d'embaucher un architecte pour rénover l'intérieur pour que cela soit plus approprié pour un lieu de culte catholique, mais n'a aucune intention de changer l'extérieur.

## Architecture
La cathédrale est une œuvre atypique due à l'architecte Philip Johnson. Cet édifice postmoderniste combinant structure métallique et panneaux de verre teintés est érigé à partir de 1977.
Le sanctuaire est basé sur un plan en forme d'étoile à quatre branches. Ses dimensions sont de 40 mètres de haut, 63 mètres de profondeur et 126 mètres de largeur.
Murs et voûtes sont entièrement couverts de 10 000 panneaux de verre teintés, conférant une luminosité exceptionnelle à l'édifice.
L'intérieur de la cathédrale forme une vaste nef de presque 28 000 m2 où peuvent prendre place environ 2900 personnes. Au centre de celle-ci se trouve un bassin contenant plusieurs fontaines.
De part et d'autre se trouvent deux portes de 27 mètres de haut, lesquelles sont équipées d'un système électronique permettant leur ouverture automatique. Des tribunes divisent l'espace intérieur, permettant d'augmenter la capacité d'accueil de l'édifice.
Le chœur est pavé de dalles de marbre provenant d'Espagne. Il abrite un maître-autel et une chaire en granit, et est bordé par les grandes-orgues.
Les grandes-orgues de la cathédrale sont l'œuvre de l'organier Fratelli Ruffatti (en). L'instrument est composé de 15948 tuyaux, 14 divisions, 302 jeux et 273 rangs, et compte parmi les cinq plus grandes orgues du monde.

## Galerie

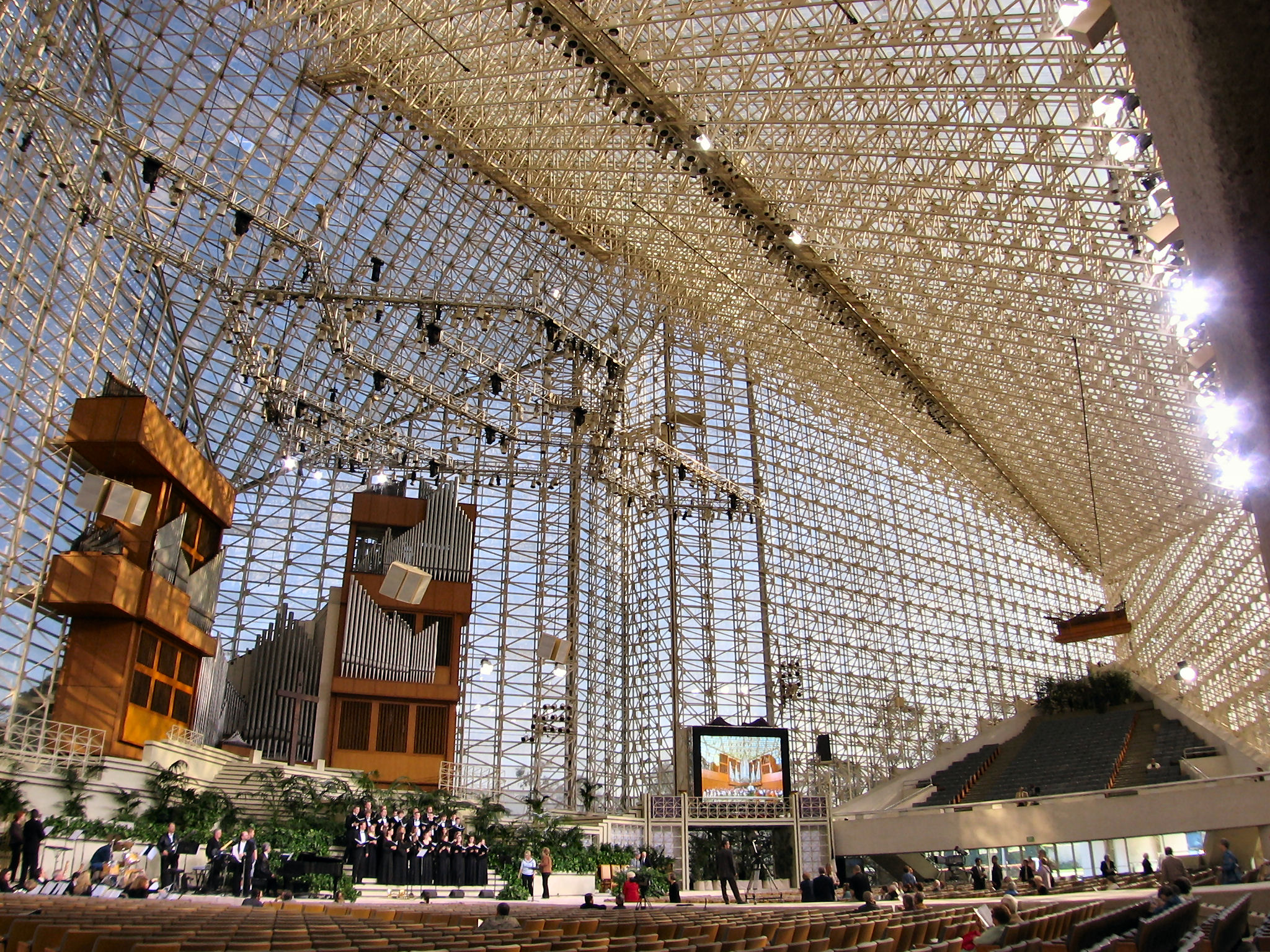
L'intérieur de la cathédrale.
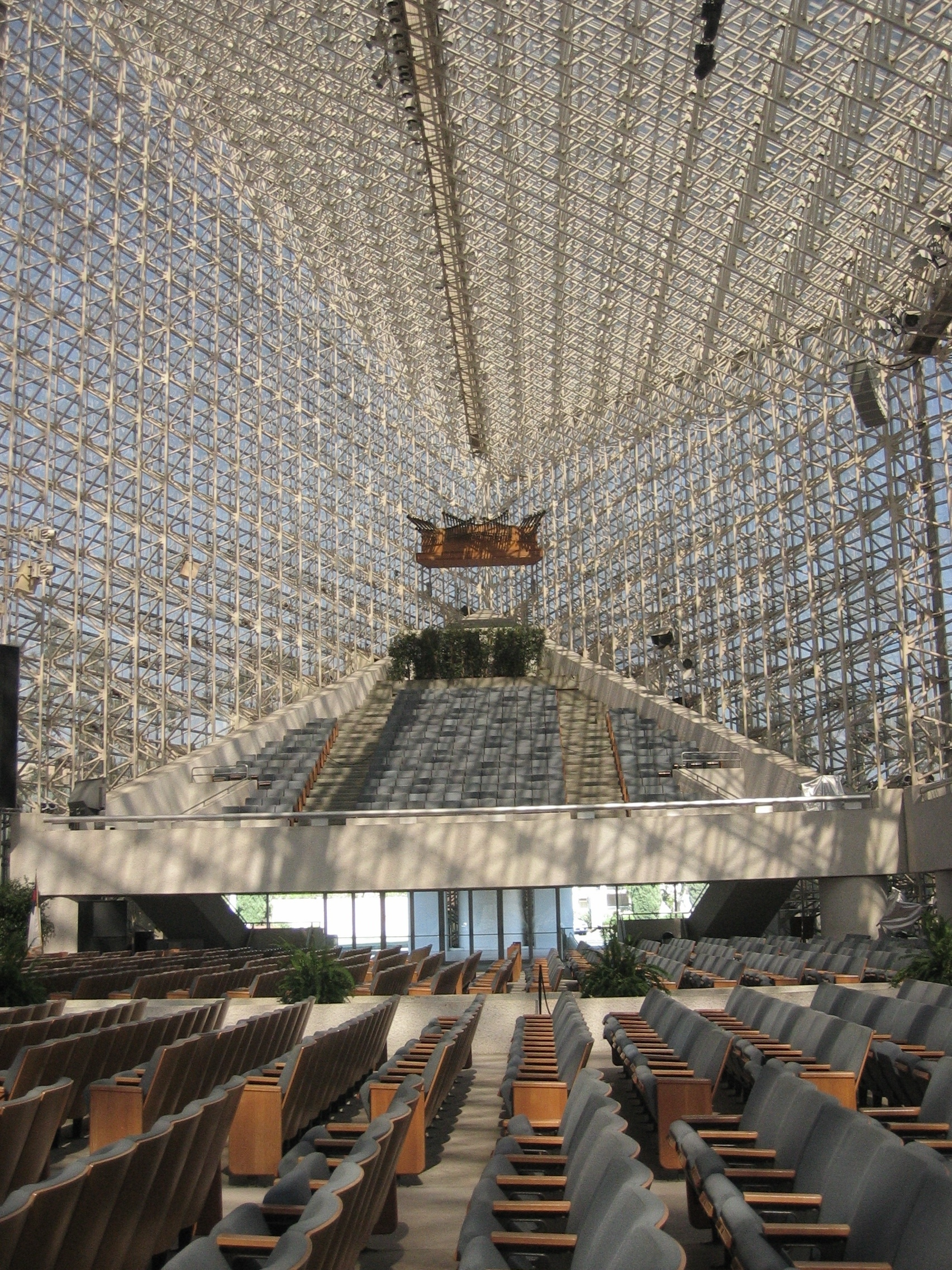
Vue latérale avec l'une des tribunes.
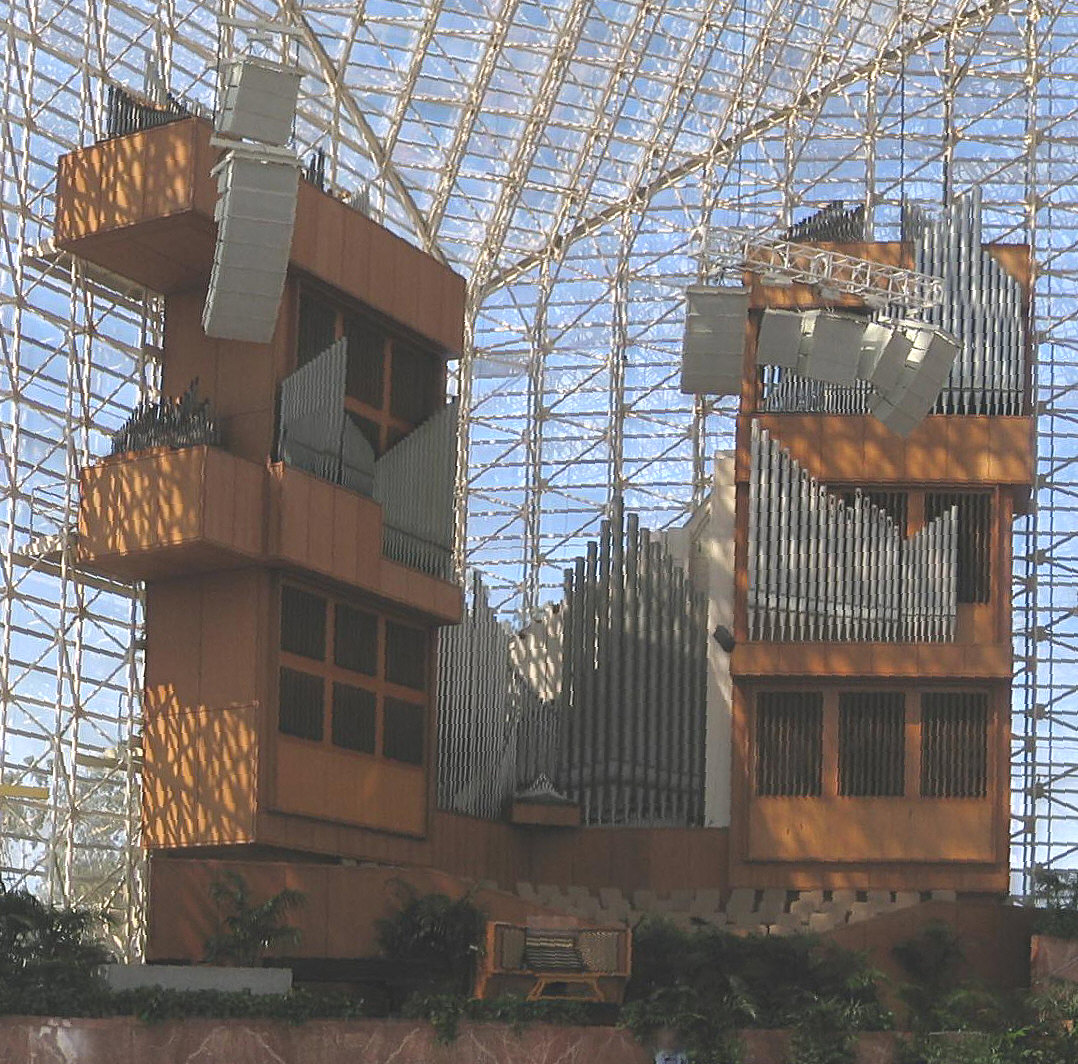
Les grandes orgues.
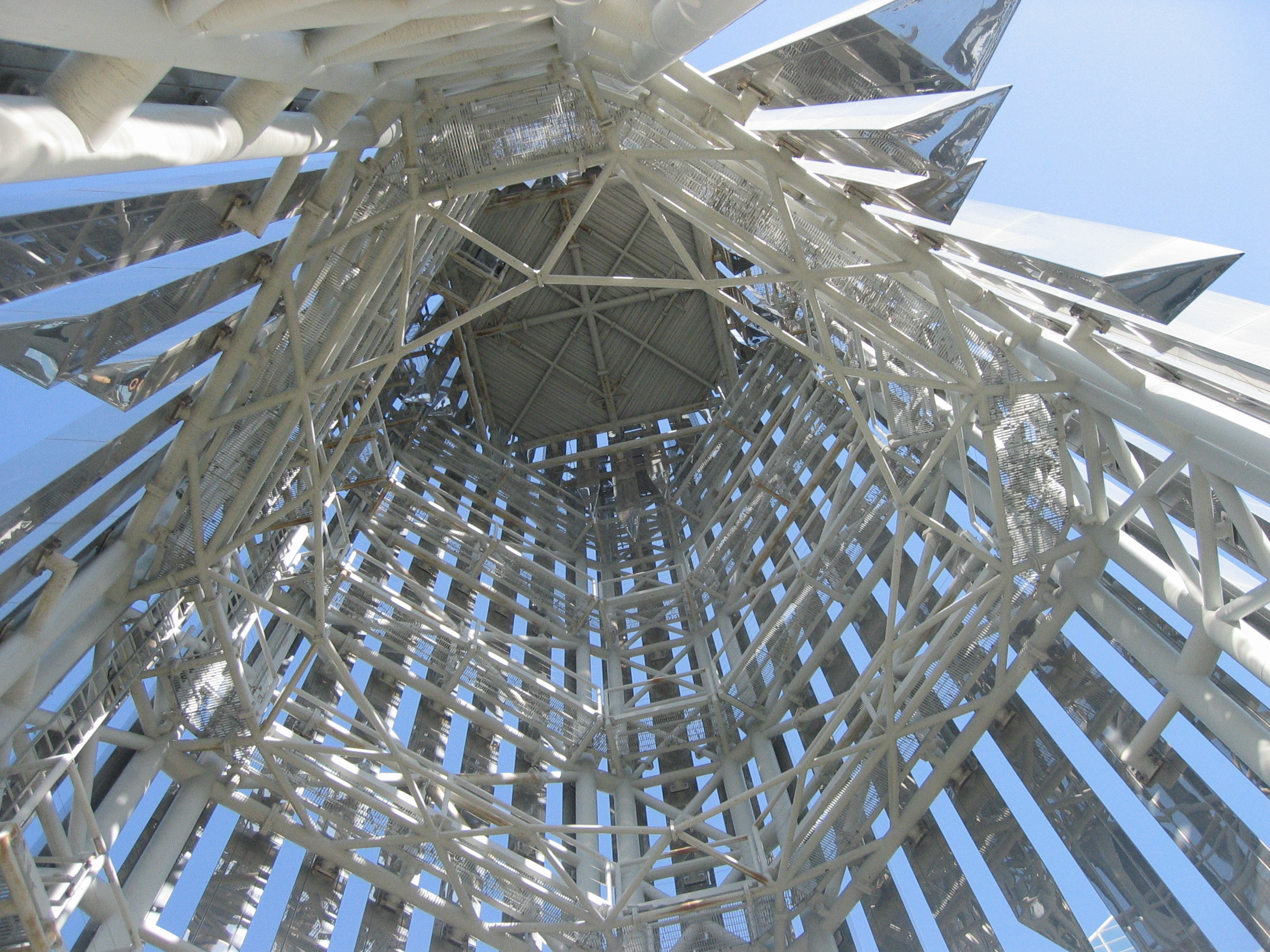
Structure de la « Prayer Spire ».
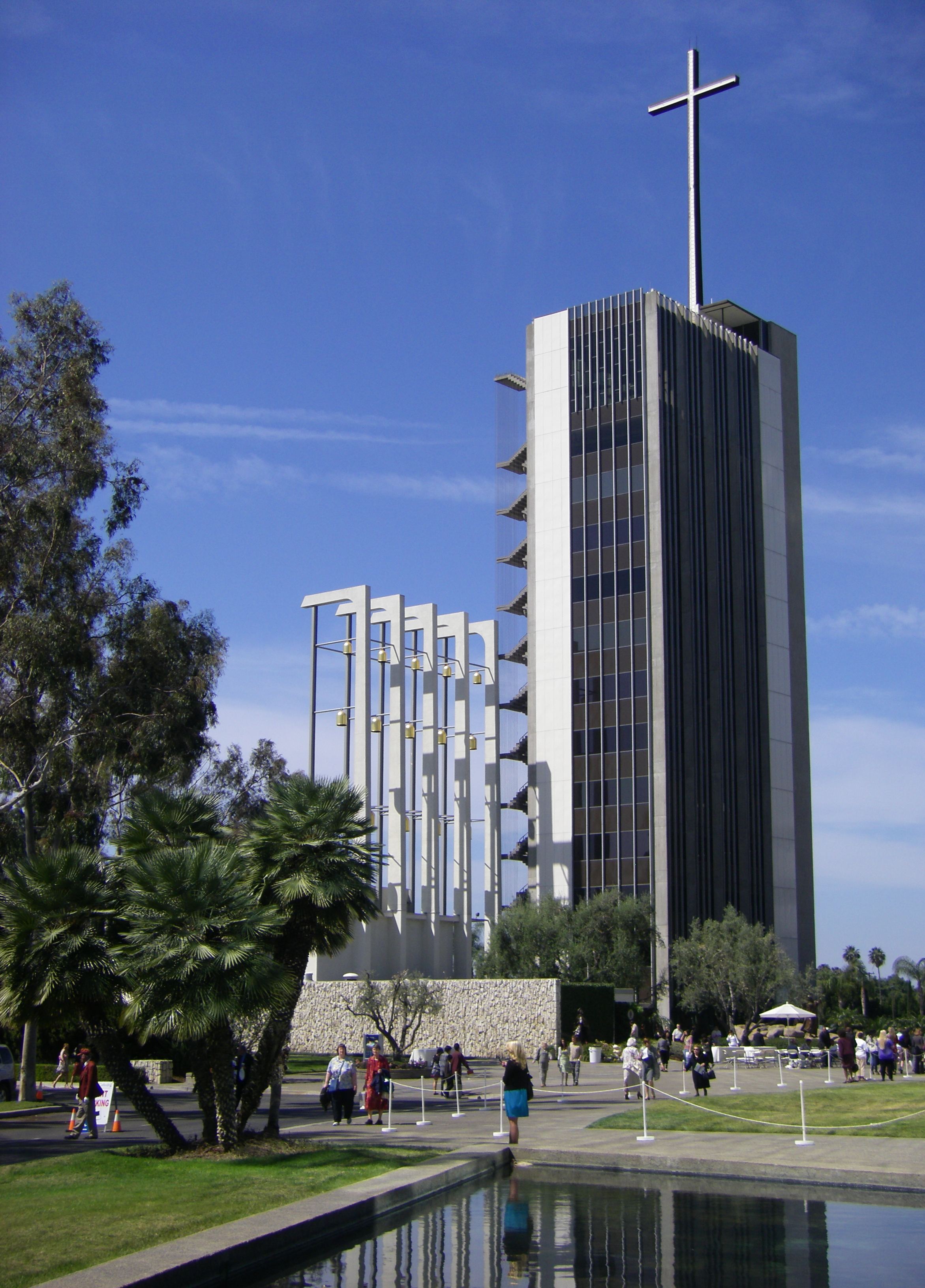
Le carillon.

### Article lié
- Liste des cathédrales des États-Unis